# Mostek północny

Schemat architektury komputera

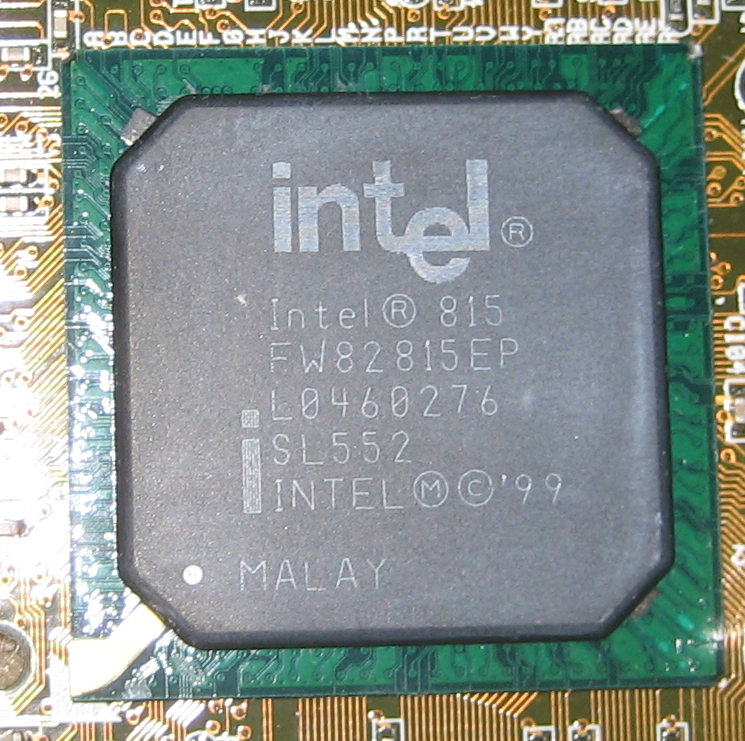
Mostek północny Intel i815EP

Mostek północny (ang. northbridge) – element niektórych współczesnych oraz starszych chipsetów, realizujący połączenia pomiędzy procesorem, pamięcią operacyjną, magistralą AGP lub PCI Express i mostkiem południowym. W większości współczesnych chipsetów, zwłaszcza w architekturze x86, większość funkcji mostka północnego została zintegrowana w samym procesorze. W wybranych modelach procesorów integracja odbywa się także z układem graficznym, co nie wyklucza pracy równoległej lub zastąpienia wbudowanego układu graficznego przez zewnętrzną kartę graficzną.
W większości współczesnych płyt głównych mostek północny pełni rolę kontrolera pamięci oraz pośrednika pomiędzy procesorem, pamięcią operacyjną i kartą graficzną. Komunikacja pomiędzy procesorem a resztą podzespołów płyty głównej odbywa się przy pomocy mostka południowego. W starszych modelach płyt głównych, mostek północny i południowy były połączone szyną PCI. Obecnie stosuje się do tego celu magistrale o dużej przepustowości. Niektórzy producenci płyt głównych integrują z mostkiem północnym układ graficzny lub kontroler Gigabit Ethernet. Swój zintegrowany mostek z układem graficznym Intel oznacza skrótem GMCH (ang. Graphics and Memory Controller Hub).

## Etymologia
Nazwa powstała, gdy chipset komputerów typu PC rozdzielono na dwa układy scalone. Pochodzi on od typowego rysowania schematu (mapy) architektury komputera. CPU, jako najważniejszy element, rysuje się na górze schematu. To miejsce jest porównywane z północą na mapach geograficznych. Układ scalony, zwany mostkiem północnym, łączący procesor z pozostałymi elementami komputera, rysuje się bezpośrednio pod procesorem. Drugi układ, zwany mostkiem południowym, łączy się z procesorem poprzez mostek północny.